# Caterina Volpicelli
Caterina Volpicelli, född 21 januari 1839 i Neapel, död 28 december 1894 i Neapel, var en italiensk romersk-katolsk nunna och ordensgrundare av kongregationen Jesu heliga hjärtas tjänarinnor. Hon vördas som helgon i Romersk-katolska kyrkan, med minnesdag den 28 december.

## Biografi
På initiativ av prästen Ludovico av Casoria (1814–1885; helgonförklarad 2014) avlade Caterina Volpicelli löften som franciskantertiar. År 1874 grundade hon kongregationen Jesu heliga hjärtas tjänarinnor och öppnade ett barnhem.

### Webbkällor
- ”Santa Caterina Volpicelli, vergine, fondatrice”. Santi e Beati. http://www.santiebeati.it/dettaglio/90246. Läst 1 januari 2021.
- ”Saint Caterina Volpicelli” (på engelska). CatholicSaints.Info. https://catholicsaints.info/saint-caterina-volpicelli/. Läst 1 januari 2021.